# Who’s Your Monster?
A Who’s Your Monster?, a finn Lordi koncertalbuma, amely egy 2007-es japánban tartott fellépés zenei anyagát tartalmazza. A koncert a Bringing Back The Balls To Japan koncertturné alkalmával lett megtartva, 2007-ben, Oszaka városban.

## Tartalma
1. SCG3 Special Report
2. Bringing Back the Balls to Rock
3. Get Heavy
4. Who’s Your Daddy?
5. Supermonstars (The Anthem of The Phantoms)
6. Pet The Destroyer
7. The Kids Who Wanna Play With The Dead
8. Blood Red Sandman
9. Biomechanic Man
10. Good To Be Bad
11. It Snows In Hell
12. Dob szóló
13. The Deadite Girls Gone Wild
14. Devil Is A Loser
15. They Only Come Out At Night
16. Would You Love A Monsterman?
17. Hard Rock Hallelujah

## Dobszóló
A dobszóló ugyanaz, amely a 2006-ban rendezett turnékon hallható volt. A szólóban olyan dalok szerepelnek, amelyeket a zenekar tagjainak kedvencei készítettek el. A legtöbb dal a ’80-as években készült, ám van köztük a ’70-es évekből és a ’90-es évekből is. Mindössze egy dal van benne, amelyet a Lordi készített el.
A dobszóló tartalma:
1. "Haunted Town" – Lordi (The Monsterican Dream – 2004)
2. "Wild Side" – Mötley Crüe (Girls Girls Girls – 1987)
3. "Youth Gone Wild" – Skid Row (Skid Row – 1989)
4. "You Can't Stop Rock 'n' Roll" – Twisted Sister (You Can't Stop Rock 'n' Roll – 1983)
5. "Billion Dollar Babies" – Alice Cooper (Billion Dollar Babies – 1973)
6. "Balls To The Wall" – Accept (Balls to the Wall – 1983)
7. "The Beautiful People" – Marilyn Manson (Antichrist Superstar – 1996)
8. "Wild Child" – W.A.S.P. (The Last Command – 1985)
9. "Burn" – Deep Purple (Burn – 1974)
10. "Love Gun" – Kiss (Love Gun – 1977)

## Közreműködők
- Mr. Lordi – ének, színpadi show
- Amen – gitár, háttérének, színpadi show
- OX – basszusgitár, háttérének, színpadi show
- Kita – dob, háttérének, színpadi show
- Awa – billentyűs hangszerek, háttérének, színpadi show